# Butteri
Les Butteri (connu en Italie sous le titre plus descriptif de Mandrie Maremmane : les « troupeaux de la Maremme ») est une œuvre de Giovanni Fattori, une peinture à l'huile sur toile de 200 sur 300 cm, réalisée en 1893 et conservée au Musée civique Giovanni Fattori de Livourne. 

## Description
Le tableau fait partie d'une série de sujets paysans de la Maremme toscane, ici le buttero, gardien du bétail sur son équipage de maremmano, équipé de leur uncino, de sorbier ou d'olivier, pour aiguillonner les bêtes,  passer un licol ou  ouvrir une clôture sans descendre de cheval. 
Le tableau est devenu l'emblème du musée de Livourne, ancien museo civico di Livorno consacré à Fattori.
Il en existe une version sur bois de 19 × 33 cm

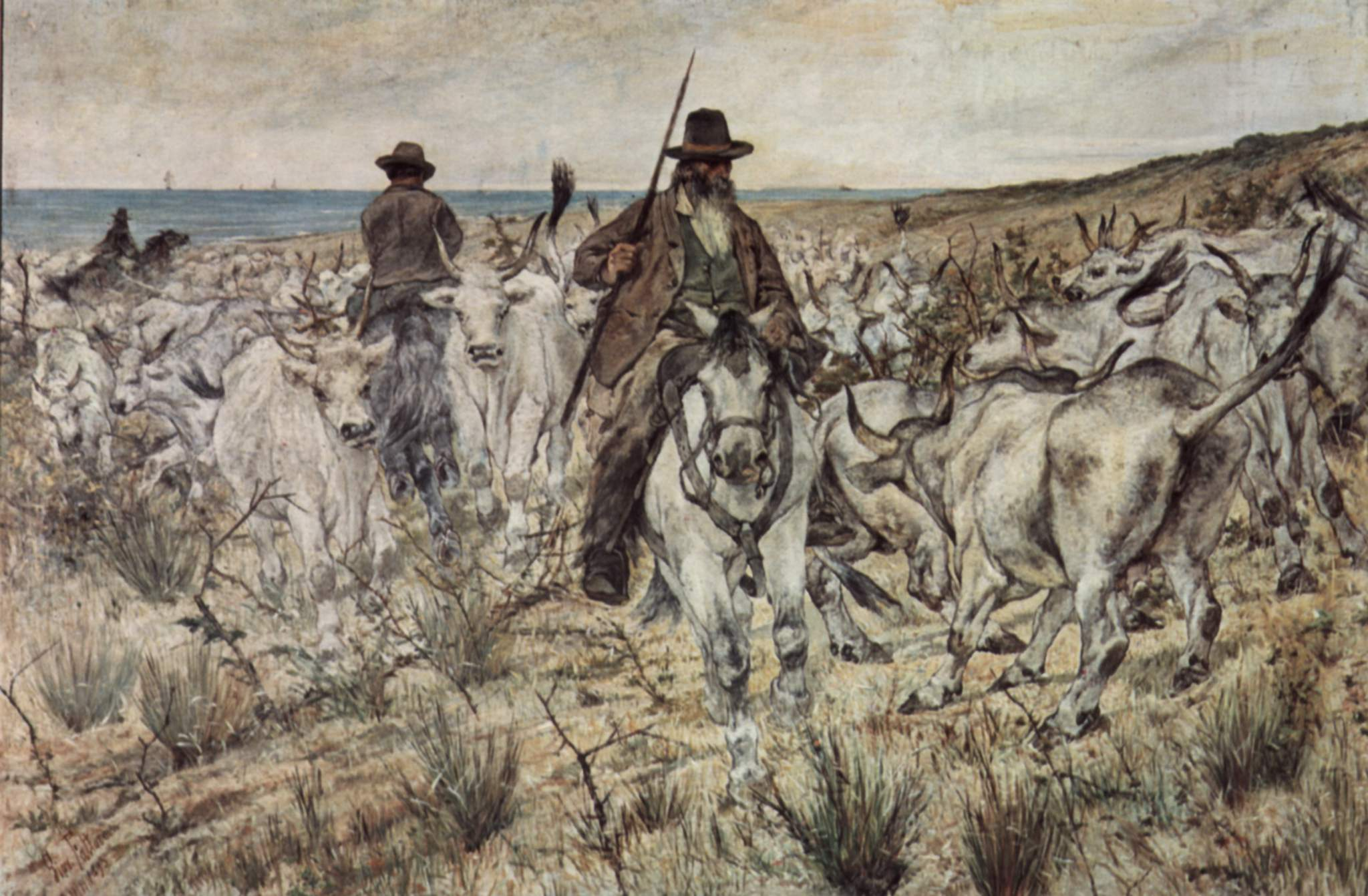
Petite version sur bois.